# Chicago Fire FC
A Chicago Fire egy amerikai labdarúgócsapat, amelynek székhelye az Illinois állambeli Chicago városában található. A klubot 1997. október 8-án alapították és 1998 óta az észak-amerikai első osztályban, a Major League Soccer-ben szerepel. Hazai mérkőzéseit a 61 500 néző befogadására alkalmas Soldier Fielden játssza.
Első szezonjukban, 1998-ban mind a bajnokságot, mind a kupát megnyerték. A kupában 2000-ben, 2003-ban és 2006-ban is diadalmaskodtak.

## Történet
Az MLS hagyományainak megfelelően etnikai alapon került a kezdetekkor Chicagóba a lengyel Peter Nowak, Jerzy Podrozny és Roman Kosecki, a mexikói Jorge Campos illetve a cseh Lubos Kubik. Ők a későbbiekben a csapat meghatározó tagjaivá váltak, különösen Nowak, aki 5 évig csapatkapitánya is volt az egyesületnek.
Első edzőjük Bob Bradley volt, akivel bajnokságot és 2 alkalommal kupát nyertek. 2002-es távozását követően a vezetőség Dave Sarachan-re bízta az edzői feladatokat, aki az amerikai válogatottnál asszisztensként dolgozott. A 2003-as bajnokságban – az alapszakaszt megnyerve – döntőig vezette csapatát a bajnokságban, ahol azonban vereséget szenvedtek. Ebben az évben a kapitány, Peter Nowak bejelentette visszavonulását, amit követően a klub vezetőségében kapott szerepet.
A csapat 2006-ban költözött új, 20 ezer férőhelyes otthonába. A csapat mezét számtalan híres amerikai válogatott játékos viselte, többek között Chris Armas, Frank Klopas, Eric Wynalda, a jelenleg a Premier League-ben játszó DaMarcus Beasley és Carlos Bocanegra. Elismert játékosnak számít a tengerentúlon C.J. Brown, Ante Razov vagy Zach Thornton is. Természetesen neves idegenlégiósok is szerepeltek náluk, közülük a legismertebbek a bolgár Hriszto Sztoicskov, a már említett lengyel Peter Nowak, a jamaicai Damani Ralph vagy a hondurasi Ivan Guerrero.

## Játékoskeret
2025. február 18. szerint.
| #  |     | Poszt | Név                                              |
| -- | --- | ----- | ------------------------------------------------ |
| 1  | USA | K     | Chris Brady                                      |
| 2  | POR | V     | Leonardo Barroso                                 |
| 3  | ENG | V     | Jack Elliott                                     |
| 4  | COL | V     | Carlos Terán                                     |
| 5  | USA | V     | Sam Rogers                                       |
| 6  | MLI | KP    | Rominigue Kouamé (kölcsönben a Cádiz csapatától) |
| 7  | SUI | KP    | Maren Haile-Selassie                             |
| 8  | USA | CS    | Chris Mueller                                    |
| 9  | BEL | CS    | Hugo Cuypers                                     |
| 11 | DEN | CS    | Philip Zinckernagek                              |
| 12 | USA | KP    | Tom Barlow                                       |
| 15 | USA | V     | Andrew Gutman                                    |
| 17 | USA | KP    | Brian Gutiérrez                                  |
| 19 | CIV | CS    | Jonathan Bamba                                   |
| 22 | USA | KP    | Mauricio Pineda                                  |

| #  |     | Poszt | Név                                             |
| -- | --- | ----- | ----------------------------------------------- |
| 23 | USA | KP    | Kellyn Acosta                                   |
| 24 | USA | V     | Jonathan Dean                                   |
| 25 | USA | K     | Jeffrey Gal                                     |
| 26 | GUY | CS    | Omari Glasgow                                   |
| 27 | USA | KP    | Dylan Borso                                     |
| 28 | USA | CS    | Dean Boltz                                      |
| 29 | USA | KP    | David Poreba                                    |
| 34 | USA | K     | Omar González                                   |
| 35 | USA | KP    | Sergio Oregel                                   |
| 36 | USA | V     | Justin Reynolds                                 |
| 37 | USA | KP    | Robert Turdean                                  |
| 38 | USA | V     | Christopher Cupps                               |
| 77 | USA | V     | Chase Gasper                                    |
| 78 | USA | K     | Bryan Dowd                                      |
| –  | GRE | CS    | Jórgosz Kúciasz (kölcsönben a Lugano csapatnak) |

## Edzők
| Név                      | Nemzetiség | Időszak                                   |
| ------------------------ | ---------- | ----------------------------------------- |
| Bob Bradley              | USA        | 1997. október 30. – 2002. október 5.      |
| Dave Sarachan            | USA        | 2002. november 4. – 2007. június 20.      |
| Juan Carlos Osorio       | COL        | 2007. július 1. – 2007. december 10.      |
| Denis Hamlett            | CRC        | 2008. január 11. – 2009. november 24.     |
| Carlos de los Cobos      | MEX        | 2010. január 1. – 2011. május 30.         |
| Frank Klopas             | USA        | 2011. május 30. – 2013. október 30.       |
| Frank Yallop             | CAN        | 2013. október 31. – 2015. szeptember 20.  |
| Brian Bliss (megbízott)  | USA        | 2015. szeptember 20.– 2015. november 24.  |
| Veljko Paunović          | SRB        | 2015. november 24. – 2019. november 13.   |
| Raphaël Wicky            | SUI        | 2019. december 27. – 2021. szeptember 30. |
| Frank Klopas (megbízott) | USA        | 2021. szeptember 30. – 2021. november 7.  |
| Ezra Hendrickson         | VCT        | 2021. november 24. – 2023. május 8.       |
| Frank Klopas (megbízott) | USA        | 2023. május 8. – jelenleg is              |

## Sikerlista
- MLS
  - Bajnok (1): 1998
  - Ezüstérmes (2): 2000, 2003

- US Open Cup
  - Győztes (4): 1998, 2000, 2003, 2006
  - Döntős (1): 2004

- CONCACAF-bajnokok ligája
  - Bronzérmes (2): 1999, 2004

## Ismertebb játékosok
- Chris Armas (1998–2007)
- DaMarcus Beasley (2000–2004)
- Carlos Bocanegra (2000–2003)
- Frank Klopas (1998–1999)
- Roman Kosecki (1998–1999)
- Dema Kovalenko (1999–2002)
- Lubos Kubik (1998–2000)
- Jesse Marsch (1998–2005)
- Peter Nowak (1998–2002)
- Jerzy Podbrozny (1998–1999)
- Ante Razov (1998-2000; 2001–2004)
- Hriszto Sztoicskov (2000–2002)
- Zach Thornton (1998-2003; 2005–2007)
- Josh Wolff (1998–2002)
- Eric Wynalda (2001)
- Nikolics Nemanja (2017–2019)